# Тояко

42°33′5″ пн. ш. 140°45′52″ сх. д. / 42.55139° пн. ш. 140.76444° сх. д.
То́яко (яп. 洞爺湖町, とうやこちょう, МФА: [toːjako t͡ɕoː]) — містечко в Японії, в повіті Абута округу Ібурі префектури Хоккайдо. Станом на 1 жовтня 2008 року площа містечка становила 180,54 км². Станом на 31 березня 2017 населення містечка становило 9150 осіб.